# Talbotiella gentii
Talbotiella gentii är en ärtväxtart som beskrevs av John Hutchinson och Percy James `Peter' Greenway. Talbotiella gentii ingår i släktet Talbotiella och familjen ärtväxter. IUCN kategoriserar arten globalt som akut hotad. Inga underarter finns listade i Catalogue of Life.